# William Allen Miller
Pour les articles homonymes, voir William Miller et Miller.
William Allen Miller (7 décembre 1817 - 30 septembre 1870) est un chimiste britannique.

## Biographie
Bien qu'il soit chimiste sa principale contribution est dans le domaine de l'astronomie, plus spécifiquement en spectroscopie qui est un champ de recherche nouveau à l'époque.
Il gagne la médaille d'or de la Royal Astronomical Society en 1867 avec William Huggins pour leur étude spectroscopique de la composition des étoiles.
Le cratère Miller (en) sur la Lune porte son nom.